# Charlotte Brooks
Pour les articles homonymes, voir Brooks.
Charlotte Brooks, née le 16 septembre 1918 à New York et morte le 15 mars 2014, est une photographe sociale américaine.

## Biographie
Après avoir obtenu son diplôme à l'Université du Minnesota en 1941, Charlotte Brooks trouve un poste dans le domaine du logement social à New York.
En 1942, elle travaille pour la photographe Barbara Morgan avant de rejoindre l'équipe des photographes de la Farm Security Administration, dirigée par Roy Stryker et composée de photographes de renom tels Esther Bubley, Marjory Collins, Marion Post Wolcott, Dorothea Lange, Walker Evans, Gordon Parks, etc. Ces photographes avaient pour mission de documenter les conditions des pauvres ruraux aux États-Unis, victimes de la Grande Dépression.
Après la Seconde Guerre mondiale, Charlotte Brooks est la première femme à faire partie de l'équipe de Look Magazine en 1951 ; elle y travaille jusqu'en 1971.

## Collections
- Bibliothèque du Congrès